# Liste von Rebsorten/W
Legende, Erläuterungen und Quellen: Siehe Hauptartikel!
Hinweise zu Änderungen bzw. Ergänzungen siehe Diskussion.
| Rebsorte - wichtige Synonyme                                                          | VIVC | Bild | Verw. | H.  | Spe.  | Abstammung                                                  | Zü.J. | ha 2016 | Anbauländer                                                                                                  |
| ------------------------------------------------------------------------------------- | ---- | ---- | ----- | --- | ----- | ----------------------------------------------------------- | ----- | ------- | --- |
| Weldra                                                                                |      |      | WWT   | ZAF | V.Vi. | Chenin Blanc × Ugni Blanc                                   | 1978  | 2       | Südafrika |
| Welschriesling - Grasevina, Italian Riesling, Italianski Rizling, Laski Rizling       |      |      | WWT   | FRA | V.Vi. |                                                             |       | 24.384  | Spanien, Ungarn, Rumänien, Brasilien, Italien, Österreich, Kroatien, Tschechien, Serbia, Slowakei, Slowenien |
| Wildmuskat - Muskat Lemberger                                                         |      |      | RWT   | DEU | V.Vi. |                                                             |       |         | |
| Winchell                                                                              |      |      | TT    | USA | I. C. | Vitis Labrusca Linne × Vitis Vinifera Subsp. Vinifera Linne |       |         | |
| Wildbacher Blau - Blauer Wildbacher, Blauer Gräutler, Blauer Greutler, Blauer Kracher |      |      | RWT   | AUT | V.Vi. |                                                             |       | 368     | Österreich, Italien                                                                                          |
| Witberger                                                                             |      |      | WWT   | DEU | V.Vi. | Schiava Grossa × Riesling Weiss                             |       |         | |
| Würzer                                                                                |      |      | WWT   | DEU | V.Vi. | Gewürztraminer × Müller-Thurgau                             | 1932  | 54      | Deutschland, Vereinigtes Königreich, Neuseeland                                                              |